# بابوکار گای
بابوکار گای (انگلیسی: Baboucarr Gaye؛ زادهٔ ۲۴ فوریهٔ ۱۹۹۸) بازیکن فوتبال اهل گامبیا است.
از باشگاه‌هایی که در آن بازی کرده‌است می‌توان به باشگاه فوتبال آرمینیا بیله‌فلد اشاره کرد.
وی همچنین در تیم ملی فوتبال گامبیا بازی کرده‌است.